# Here We Go Again Tour
Here We Go Again Tour – siódma solowa trasa koncertowa amerykańskiej piosenkarki Cher, promująca jej album studyjny Dancing Queen wydany w 2018 roku. Rozpoczęła się 21 września 2018 roku i pierwotnie miała zakończyć się 5 grudnia 2020 roku, obejmując Amerykę Północną, Europę oraz Oceanię.

## Tło
W dniu 7 maja 2018 za pośrednictwem różnych mediów ogłoszono, iż Cher wyruszy w pierwszą australijską trasę koncertową od ponad dekady i siódmą w swojej karierze. Wobec tego, iż sprzedaż biletów okazała się być zadowalająca, dziesięć dni później dołożono dwa dodatkowe koncerty w Melbourne i Sydney. 27 czerwca 2018 ogłoszono, iż Cher przed przyjazdem do Australii odwiedzi Nową Zelandię. Na początku października pojawiła się informacja wskazująca, że Cher będzie kontynuować tournée w Ameryce Północnej. Druga część trasy koncertowej rozpoczęła się 17 stycznia 2019 na Florydzie, a zakończyła 30 maja tego samego roku w Vancouver.
11 grudnia 2018 ogłoszono, że Cher odwiedzi Europę, pierwszy raz od 15 lat. Europejska część trasy rozpoczęła się 26 września 2019 w Berlinie, a zakończyła 3 listopada 2019 w Belfaście. Po powrocie trasa była kontynuowana w Ameryce, a następnie 4 listopada 2019 ogłoszono kolejne koncerty w USA. 12 marca 2020 Cher ogłosiła, iż powodu trwającej pandemii koronawirusa COVID-19 wiosenne koncerty zostaną przesunięte na jesień, z wyjątkiem koncertu w Birmingham, gdyż w tym czasie planowany jest remont hali Legacy Arena. W lipcu 2020 roku ogłoszono, iż koncerty jesienne zostają przesunięte na nieokreślony termin.

## Przebieg koncertu

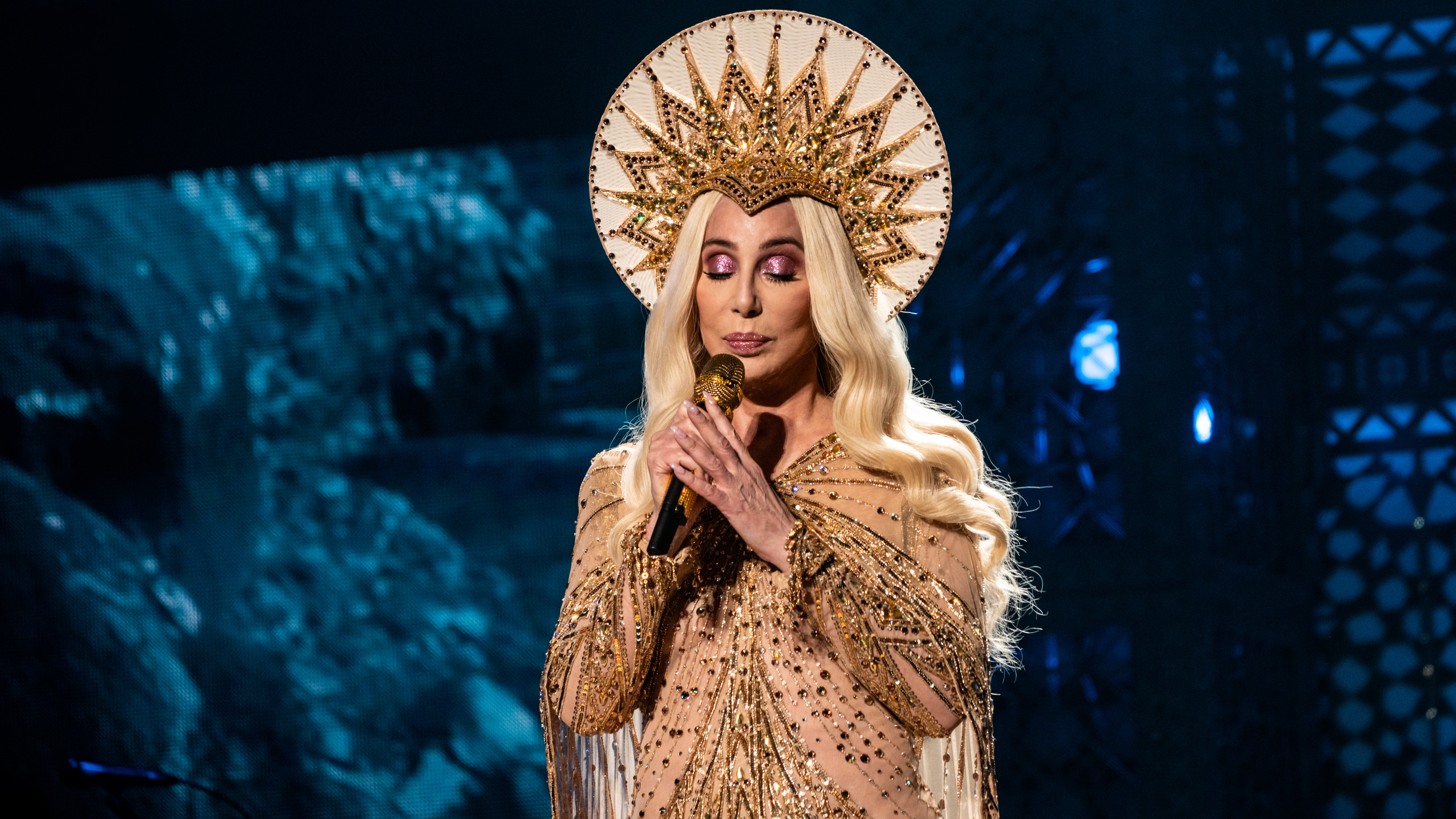
Cher podczas wykonywania utworu „After All", Londyn 2019

Koncert rozpoczyna się od wyświetlenia wideo przedstawiającego różne momenty kariery Cher. Po opadnięciu kurtyny pojawia się Cher, która stojąc w purpurowej todze koncertowej i niebieskiej peruce na sklepionej windzie, wykonuje utwór „Woman’s World". Następnie wykonuje utwór „Strong Enough", a po jego zakończeniu wygłasza 15 minutowy monolog, podczas którego pyta tłum: "Co twoja babcia robi dziś wieczorem?". Wybiera się za scenę na zmianę kostiumu, a w tym czasie personel muzyczny gra „Mantrę Gajatri". Po chwili wjeżdża na scenę na mechanicznym słoniu i wykonuje „All or Nothing".
Akt drugi rozpoczyna od wyświetlenia interludium wideo Cher i jej zmarłego męża Sonny’ego Bonno, śpiewających wspólnie utwory: „Little Man" oraz „All I Ever Need Need You You". Artystka powraca na scenę i wykonuje „The Beats Goes On" i „I Got You Babe", a Bono dołącza do niej za pośrednictwem dużego ekranu sprowadzonego na scenę. Po zakończeniu tego aktu pojawia się interludium wideo z udziałem Cher wykonującej utwór „You Haven’t Seen the Last of Me".

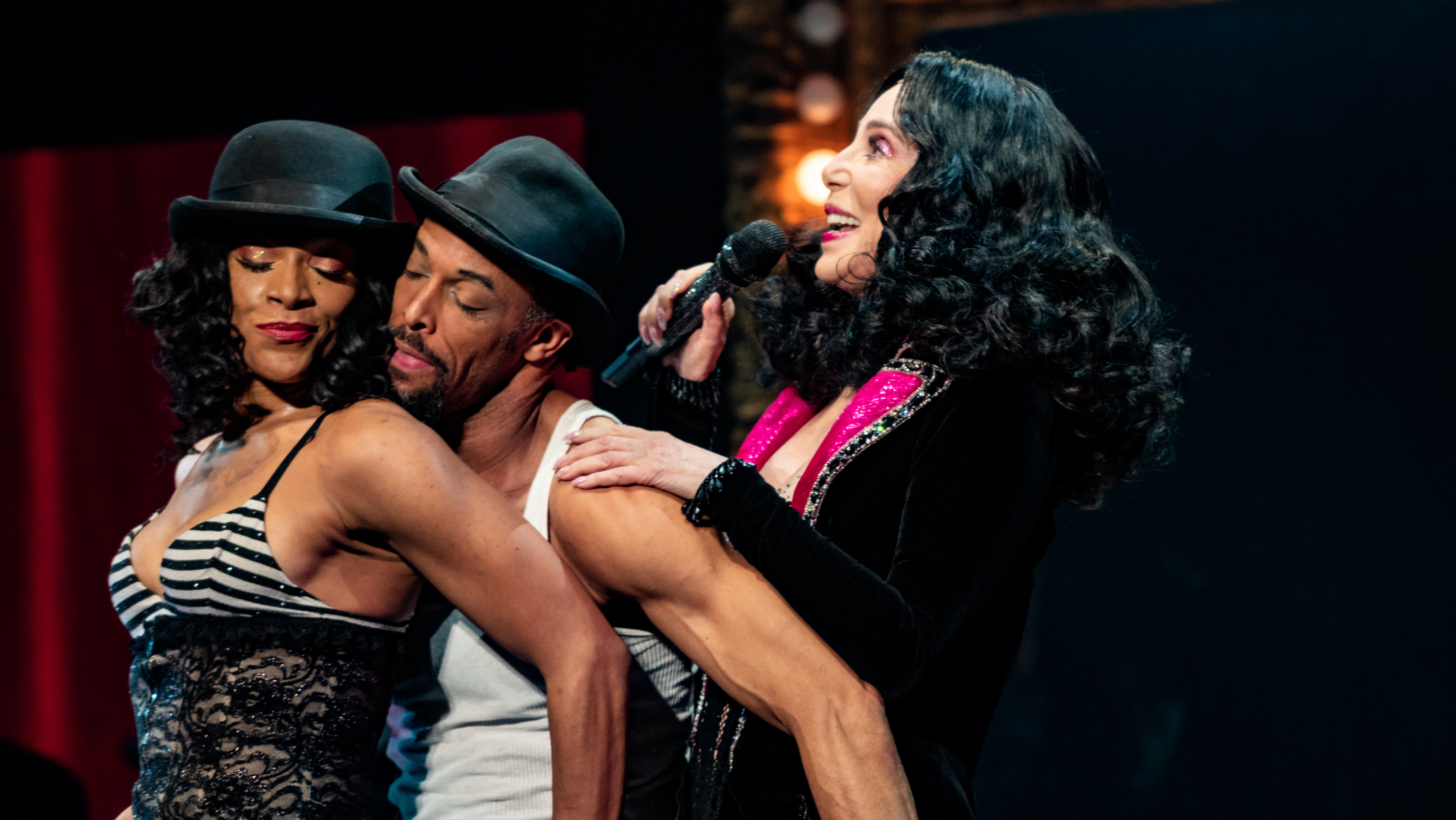
Cher wykonująca utwór „Welcome to Burlesque, Londyn 2019

Następny akt rozpoczyna się pojawieniem się na scenie tancerzy wykonujących schemat taneczny inspirowany burleską. W końcu Cher wychodzi na scenę w garniturze i śpiewa utwór „Welcome to Burlesque", który jest jej podziękowaniem za możliwość zagrania w filmie „Burleska". Po zakończeniu tego aktu Cher schodzi ze sceny i następuje przerywnik muzyczny „Lie to Me". Artystka i jej tancerze pojawiają się w innych kostiumach inspirowanych latami 70., a ona wykonuje utwory „Waterloo” i „SOS” szwedzkiego zespołu ABBA. Następnie wjeżdża na platformie na górną część sceny i na tle fajerwerków wykonuje „Fernando".
Po materiale wideo przedstawiającym role aktorskie, Cher pojawia się na scenie wykonując utwór „After All". Następnie pojawia się interludium „Heartbreak Hotel", podczas gdy Cher zmienia kostium, aby następnie zaśpiewać piosenkę „Walking in Memphis", która jest hołdem dla Elvisa Presleya i jednocześnie jej wspomnieniem z koncertu, kiedy ujrzała go po raz pierwszy. Akt ten kończy się wykonaniem utworu „The Shoop Shoop Song (It’s in His Kiss)", a gitarowe wykonanie "Bang Bang (My Baby Shot Me Down)" jest przerywnikiem przed ostatnim aktem.
Występując w czarnym przezroczystym body, Cher zamyka główną część koncertu utworami: „I Found Someone” i „If I Could Turn Back Time”. Schodzi ze sceny i wraca po minucie, aby wykonać utwór bisowy „Believe".

## Odbiór komercyjny
Cher ze swoją trasą koncertową Here We Go Again była trzecią najlepiej zarabiającą artystką estradową w 2019, zajmując finalnie 11. miejsce na liście Billboard's Year End Top 40 Tours spośród wszystkich artystów. Magazyn Pollstar umieścił trasę koncertową na 20. miejscu listy Year End Top 100 Tours. W 2019 Cher stała się pierwszą kobietą w historii, która mając ponad 70 lat w ciągu jednego roku na trasie koncertowej zarobiła ponad 100 mln dolarów.

## Odbiór krytyczny
Trasa koncertowa spotkała się z pozytywnym przyjęciem ze strony krytyków muzycznych, którzy chwalili umiejętności wokalne Cher, wprowadzone elementy show, a także częste zmiany kostiumów. Europejska część trasy zyskała uznanie krytyków, którzy chwalili energię Cher, a także jej humor. Często zwracano uwagę, iż artystka ma już skończone 73 lata.

## Lista utworów
Źródło:

1. „Woman’s World”
2. „Strong Enough”
3. „Mantra Gajatri”
4. „All or Nothing”
5. „All I Ever Need Is You" / „Little Man"
6. „The Beat Goes On” (utwór Sonny & Cher)
7. „I Got You Babe”(utwór Sonny & Cher)
8. „You Haven’t Seen the Last of Me"
9. „Welcome to Burlesque”
10. „Waterloo”
11. „SOS”
12. „Fernando”
13. „After All”
14. „Heartbreak Hotel"
15. „Walking in Memphis”
16. „The Shoop Shoop Song (It’s in His Kiss)”
17. „Bang Bang (My Baby Shot Me Down)"
18. „I Found Someone”
19. „If I Could Turn Back Time”
20. „Believe”

| Szczegóły |
| --- |
| - Podczas australijskiej części trasy koncertowej Cher wykonywała utwory „Gypsys, Tramps & Thieves”, „Dark Lady” oraz „Half-Breed”. |

## Lista koncertów
| Data                 | Miasto        | Kraj              | Miejsce                              | Support                   | Frekwencja              | Przychód ($) |
| Oceania              | Oceania       | Oceania           | Oceania                              | Oceania                   | Oceania                 | Oceania      |
| -------------------- | ------------- | ----------------- | ------------------------------------ | ------------------------- | ----------------------- | ------------ |
| 21 września 2018     | Auckland      | Nowa Zelandia     | Spark Arena                          | DJ Andrew McClelland      | 16 020 / 16 710         | 1 711 012    |
| 22 września 2018     | Auckland      | Nowa Zelandia     | Spark Arena                          | DJ Andrew McClelland      | 16 020 / 16 710         | 1 711 012    |
| 26 września 2018     | Newcastle     | Australia         | Newcastle Entertainment Centre       | DJ Andrew McClelland      | 5 520 / 5 718           | 819 642      |
| 28 września 2018     | Brisbane      | Australia         | Brisbane Entertainment Centre        | DJ Andrew McClelland      | 13 669 / 13 669         | 1 748 280    |
| 29 września 2018     | Brisbane      | Australia         | Brisbane Entertainment Centre        | DJ Andrew McClelland      | 13 669 / 13 669         | 1 748 280    |
| 3 października 2018  | Melbourne     | Australia         | Rod Laver Arena                      | DJ Andrew McClelland      | 28 812 / 30 688         | 3 467 164    |
| 5 października 2018  | Melbourne     | Australia         | Rod Laver Arena                      | DJ Andrew McClelland      | 28 812 / 30 688         | 3 467 164    |
| 6 października 2018  | Melbourne     | Australia         | Rod Laver Arena                      | DJ Andrew McClelland      | 28 812 / 30 688         | 3 467 164    |
| 9 października 2018  | Adelaide      | Australia         | Adelaide Entertainment Centre        | DJ Andrew McClelland      | 7 163 / 7 500           | 793 794      |
| 12 października 2018 | Perth         | Australia         | RAC Arena                            | DJ Andrew McClelland      | 13 132 / 13 132         | 1 727 210    |
| 16 października 2018 | Wollongong    | Australia         | WIN Entertainment Centre             | DJ Andrew McClelland      | 3 893 / 4 012           | 526 301      |
| 18 października 2018 | Sydney        | Australia         | Qudos Bank Arena                     | DJ Andrew McClelland      | 21 791 / 22 547         | 2 710 879    |
| 20 października 2018 | Sydney        | Australia         | Qudos Bank Arena                     | DJ Andrew McClelland      | 21 791 / 22 547         | 2 710 879    |
| 21 października 2018 | Sydney        | Australia         | ICC Sydney Theatre                   | DJ Andrew McClelland      | 5 776 / 5 776           | 473 641      |
| Ameryka Północna     |               |                   |                                      |                           |                         |              |
| 17 stycznia 2019     | Estero        | Stany Zjednoczone | Hertz Arena                          | Nile Rodgers Chic         | 5 725 / 5 780           | 993 700      |
| 19 stycznia 2019     | Sunrise       | Stany Zjednoczone | BB&T Center                          | Nile Rodgers Chic         | 13 774 / 14 231         | 1 707 710    |
| 21 stycznia 2019     | Orlando       | Stany Zjednoczone | Amway Center                         | Nile Rodgers Chic         | 11 782 / 11 790         | 1 421 883    |
| 23 stycznia 2019     | Jacksonville  | Stany Zjednoczone | Jacksonville Veterans Memorial Arena | Nile Rodgers Chic         | 10 024 / 10 024         | 1 078 433    |
| 25 stycznia 2019     | Duluth        | Stany Zjednoczone | Infinite Energy Arena                | Nile Rodgers Chic         | 9 903 / 9 903           | 1 404 811    |
| 27 stycznia 2019     | Raleigh       | Stany Zjednoczone | PNC Arena                            | Nile Rodgers Chic         | 11 680 / 11 680         | 1 076 880    |
| 29 stycznia 2019     | Charlotte     | Stany Zjednoczone | Spectrum Center                      | Nile Rodgers Chic         | 12 021 / 12 021         | 1 147 111    |
| 31 stycznia 2019     | Nashville     | Stany Zjednoczone | Bridgestone Arena                    | Nile Rodgers Chic         | 13 262 / 13 262         | 1 409 202    |
| 2 stycznia 2019      | Biloxi        | Stany Zjednoczone | Mississippi Coast Coliseum           | Nile Rodgers Chic         | 10 069 / 10 069         | 1 278 410    |
| 4 lutego 2019        | Louisville    | Stany Zjednoczone | KFC Yum! Center                      | Nile Rodgers Chic         | 12 813 / 12 813         | 1 319 776    |
| 6 lutego 2019        | Cleveland     | Stany Zjednoczone | Quicken Loans Arena                  | Nile Rodgers Chic         | 12 504 / 12 504         | 1 179 772    |
| 8 lutego 2019        | Chicago       | Stany Zjednoczone | United Center                        | Nile Rodgers Chic         | 14 984 / 14 984         | 2 009 018    |
| 10 lutego 2019       | Columbus      | Stany Zjednoczone | Nationwide Arena                     | Nile Rodgers Chic         | 13 794 / 13 794         | 1 513 123    |
| 12 lutego 2019       | Detroit       | Stany Zjednoczone | Little Caesars Arena                 | Nile Rodgers Chic         | 11 695 / 11 695         | 1 290 912    |
| 14 lutego 2019       | Indianapolis  | Stany Zjednoczone | Bankers Life Fieldhouse              | Nile Rodgers Chic         | 11 484 / 11 484         | 1 346 158    |
| 18 kwietnia 2019     | Pittsburgh    | Stany Zjednoczone | PPG Paints Arena                     | Nile Rodgers Chic         | 14 603 / 14 603         | 1 584 708    |
| 20 kwietnia 2019     | Filadelfia    | Stany Zjednoczone | Wells Fargo Center                   | Nile Rodgers Chic         | 14 823 / 14 823         | 1 849 979    |
| 22 kwietnia 2019     | Toronto       | Kanada            | Scotiabank Arena                     | Nile Rodgers Chic         | 15 657 / 15 657         | 2 083 273    |
| 24 kwietnia 2019     | Ottawa        | Kanada            | Canadian Tire Centre                 | Nile Rodgers Chic         | 12 366 / 12 366         | 1 095 738    |
| 26 kwietnia 2019     | Buffalo       | Stany Zjednoczone | KeyBank Center                       | Nile Rodgers Chic         | 14 371 / 14 371         | 1 529 362    |
| 28 kwietnia 2019     | Boston        | Stany Zjednoczone | TD Garden                            | Nile Rodgers Chic         | 13 192 / 13 192         | 1 786 640    |
| 30 kwietnia 2019     | Springfield   | Stany Zjednoczone | MassMutual Center                    | Nile Rodgers Chic         | 6 049 / 6 049           | 959 190      |
| 2 maja 2019          | Brooklyn      | Stany Zjednoczone | Barclays Center                      | Nile Rodgers Chic         | 13 971 / 13 971         | 2 249 111    |
| 3 maja 2019          | Newark        | Stany Zjednoczone | Prudential Center                    | Nile Rodgers Chic         | 13 374 / 13 374         | 1 985 259    |
| 8 maja 2019          | Grand Rapids  | Stany Zjednoczone | Van Andel Arena                      | Nile Rodgers Chic         | 10 410 / 10 410         | 1 174 426    |
| 10 maja 2019         | St. Louis     | Stany Zjednoczone | Enterprise Center                    | Nile Rodgers Chic         | 14 404 / 14 404         | 1 617 911    |
| 12 maja 2019         | Milwaukee     | Stany Zjednoczone | Fiserv Forum                         | Nile Rodgers Chic         | 11 719 / 11 719         | 1 438 187    |
| 14 maja 2019         | Omaha         | Stany Zjednoczone | CHI Health Center Omaha              | Nile Rodgers Chic         | 12 876 / 12 876         | 1 324 294    |
| 16 maja 2019         | Sioux Falls   | Stany Zjednoczone | Denny Sanford Premier Center         | Nile Rodgers Chic         | 10 415 / 10 415         | 1 202 976    |
| 18 maja 2019         | Saint Paul    | Stany Zjednoczone | Xcel Energy Center                   | Nile Rodgers Chic         | 15 191 / 15 191         | 1 874 158    |
| 23 maja 2019         | Saskatoon     | Kanada            | SaskTel Centre                       | Nile Rodgers Chic         | 8 233 / 8 233           | 621 567      |
| 25 maja 2019         | Edmonton      | Kanada            | Rogers Place                         | Nile Rodgers Chic         | 13 310 / 13 310         | 1 302 866    |
| 28 maja 2019         | Calgary       | Kanada            | Scotiabank Saddledome                | Nile Rodgers Chic         | 11 669 / 11 669         | 1 080 542    |
| 30 maja 2019         | Vancouver     | Kanada            | Rogers Arena                         | Nile Rodgers Chic         | 13 604 / 13 604         | 1 210 342    |
| Europa               |               |                   |                                      |                           |                         |              |
| 26 września 2019     | Berlin        | Niemcy            | Mercedes-Benz Arena                  | Bright Light Bright Light | 11 599 / 12 311         | 1 266 973    |
| 28 września 2019     | Antwerpia     | Belgia            | Sportpaleis                          | Bright Light Bright Light | 10 192 / 12 400         | 1 110 853    |
| 30 września 2019     | Amsterdam     | Holandia          | Ziggo Dome                           | Bright Light Bright Light | 9 576 / 10 750          | 1 092 907    |
| 3 października 2019  | Monachium     | Niemcy            | Olympiahalle                         | Bright Light Bright Light | 10 218 / 10 943         | 1 111 549    |
| 5 października 2019  | Kolonia       | Niemcy            | Lanxess Arena                        | Bright Light Bright Light | 13 855 / 14 153         | 1 336 597    |
| 7 października 2019  | Wiedeń        | Austria           | Wiener Stadthalle                    | Crimer                    | 10 092 / 10 642         | 1 209 739    |
| 9 października 2019  | Zurych        | Szwajcaria        | Hallenstadion                        | Crimer                    | 9 854 / 14 044          | 2 035 253    |
| 11 października 2019 | Mannheim      | Niemcy            | SAP Arena                            | Bright Light Bright Light | 7 868 / 8 192           | 910 550      |
| 13 października 2019 | Hamburg       | Niemcy            | Barclaycard Arena                    | Bright Light Bright Light | 9 919 / 11 000          | 1 072 640    |
| 15 października 2019 | Kopenhaga     | Dania             | Royal Arena                          | Bright Light Bright Light | 13 015 / 13 015         | 1 699 053    |
| 17 października 2019 | Sztokholm     | Szwecja           | Friends Arena                        | Bright Light Bright Light | 27 025 / 27 025         | 2 274 898    |
| 20 października 2019 | Londyn        | Wielka Brytania   | The O2 Arena                         | Paul Young                | 28 440 / 31 092         | 4 383 106    |
| 21 października 2019 | Londyn        | Wielka Brytania   | The O2 Arena                         | Paul Young                | 28 440 / 31 092         | 4 383 106    |
| 24 października 2019 | Manchester    | Wielka Brytania   | Manchester Arena                     | Paul Young                | 11 900 / 13 611         | 1 855 063    |
| 26 października 2019 | Birmingham    | Wielka Brytania   | Arena Birmingham                     | Paul Young                | 11 296 / 13 255         | 1 699 422    |
| 28 października 2019 | Glasgow       | Szkocja           | SSE Hydro                            | Paul Young                | 10 703 / 11 701         | 1 673 094    |
| 30 października 2019 | Leeds         | Wielka Brytania   | First Direct Arena                   | Paul Young                | 9 407 / 11 206          | 1 557 972    |
| 1 listopada 2019     | Dublin        | Irlandia          | 3Arena                               | Paul Young                | 7 905 / 8 323           | 1 374 840    |
| 3 listopada 2019     | Belfast       | Irlandia Północna | SSE Arena                            | Paul Young                | 7 199 / 7 650           | 935 368      |
| Ameryka Północna     |               |                   |                                      |                           |                         |              |
| 19 listopada 2019    | Portland      | Stany Zjednoczone | Moda Center                          | Nile Rodgers Chic         | 13 399 / 13 399         | 1 634 061    |
| 21 listopada 2019    | San Francisco | Stany Zjednoczone | Chase Center                         | Nile Rodgers Chic         | 13 115 / 13 115         | 1 739 513    |
| 23 listopada 2019    | Glendale      | Stany Zjednoczone | Gila River Arena                     | Nile Rodgers Chic         | 12 936 / 12 936         | 1 608 662    |
| 25 listopada 2019    | Denver        | Stany Zjednoczone | Pepsi Center                         | Nile Rodgers Chic         | 11 402 / 11 402         | 1 212 663    |
| 27 listopada 2019    | Chicago       | Stany Zjednoczone | United Center                        | Nile Rodgers Chic         | 12 161 / 12 161         | 1 270 763    |
| 29 listopada 2019    | Toronto       | Kanada            | Scotiabank Arena                     | Nile Rodgers Chic         | 12 450 / 12 450         | 1 212 479    |
| 3 grudnia 2019       | Nowy Jork     | Stany Zjednoczone | Madison Square Garden                | Nile Rodgers Chic         | 27 495 / 27 495         | 3 842 660    |
| 4 grudnia 2019       | Nowy Jork     | Stany Zjednoczone | Madison Square Garden                | Nile Rodgers Chic         | 27 495 / 27 495         | 3 842 660    |
| 6 grudnia 2019       | Filadelfia    | Stany Zjednoczone | Wells Fargo Center                   | Nile Rodgers Chic         | 12 430 / 12 430         | 1 469 074    |
| 8 grudnia 2019       | Boston        | Stany Zjednoczone | TD Garden                            | Nile Rodgers Chic         | 11 511 / 11 511         | 1 378 938    |
| 10 grudnia 2019      | Waszyngton    | Stany Zjednoczone | Capital One Arena                    | Nile Rodgers Chic         | 8 638 / 8 638           | 1 069 268    |
| 13 grudnia 2019      | Nowy Orlean   | Stany Zjednoczone | Smoothie King Center                 | Nile Rodgers Chic         | 11 829 / 11 829         | 1 466 665    |
| 15 grudnia 2019      | Houston       | Stany Zjednoczone | Toyota Center                        | Nile Rodgers Chic         | 11 640 / 11 640         | 1 518 495    |
| 17 grudnia 2019      | San Antonio   | Stany Zjednoczone | AT&T Center                          | Nile Rodgers Chic         | 12 666 / 12 666         | 1 535 735    |
| 19 grudnia 2019      | Dallas        | Stany Zjednoczone | American Airlines Center             | Nile Rodgers Chic         | 13 312 / 13 312         | 1 809 893    |
| 6 marca 2020         | El Paso       | Stany Zjednoczone | Don Haskins Center                   | Nile Rodgers Chic         | —                       | —            |
| 8 marca 2020         | Edinburg      | Stany Zjednoczone | Bert Ogden Arena                     | Nile Rodgers Chic         | —                       | —            |
| 10 marca 2020        | Bossier City  | Stany Zjednoczone | CenturyLink Center                   | Nile Rodgers Chic         | —                       | —            |
| Łącznie              | Łącznie       | Łącznie           | Łącznie                              | Łącznie                   | 945 699 / 967 342 (98%) | 114 679 876  |

## Przeniesione koncerty
| Data                 | Miasto            | Kraj              | Miejsce                         | Przyczyna                                                      |
| -------------------- | ----------------- | ----------------- | ------------------------------- | -------------------------------------------------------------- |
| 8 września 2020      | Tampa             | Stany Zjednoczone | Amalie Arena                    | Pandemia COVID-19(Terminy zostaną podane w późniejszym czasie) |
| 10 września 2020     | Pensacola         | Stany Zjednoczone | Pensacola Bay Center            | Pandemia COVID-19(Terminy zostaną podane w późniejszym czasie) |
| 12 września 2020     | North Charleston  | Stany Zjednoczone | North Charleston Coliseum       | Pandemia COVID-19(Terminy zostaną podane w późniejszym czasie) |
| 14 września 2020     | Cincinnati        | Stany Zjednoczone | Heritage Bank Center            | Pandemia COVID-19(Terminy zostaną podane w późniejszym czasie) |
| 16 września 2020     | Memphis           | Stany Zjednoczone | FedExForum                      | Pandemia COVID-19(Terminy zostaną podane w późniejszym czasie) |
| 18 września 2020     | Oklahoma City     | Stany Zjednoczone | Chesapeake Energy Arena         | Pandemia COVID-19(Terminy zostaną podane w późniejszym czasie) |
| 20 września 2020     | North Little Rock | Stany Zjednoczone | Simmons Bank Arena              | Pandemia COVID-19(Terminy zostaną podane w późniejszym czasie) |
| 22 września 2020     | Green Bay         | Stany Zjednoczone | Resch Center                    | Pandemia COVID-19(Terminy zostaną podane w późniejszym czasie) |
| 24 września 2020     | Madison           | Stany Zjednoczone | Kohl Center                     | Pandemia COVID-19(Terminy zostaną podane w późniejszym czasie) |
| 26 września 2020     | Fargo             | Stany Zjednoczone | Fargodome                       | Pandemia COVID-19(Terminy zostaną podane w późniejszym czasie) |
| 28 września 2020     | Des Moines        | Stany Zjednoczone | Wells Fargo Arena               | Pandemia COVID-19(Terminy zostaną podane w późniejszym czasie) |
| 30 września 2020     | Wichita           | Stany Zjednoczone | Intrust Bank Arena              | Pandemia COVID-19(Terminy zostaną podane w późniejszym czasie) |
| 2 października 2020  | Kansas City       | Stany Zjednoczone | Sprint Center                   | Pandemia COVID-19(Terminy zostaną podane w późniejszym czasie) |
| 4 października 2020  | Casper            | Stany Zjednoczone | Casper Events Center            | Pandemia COVID-19(Terminy zostaną podane w późniejszym czasie) |
| 6 października 2020  | Billings          | Stany Zjednoczone | First Interstate Arena          | Pandemia COVID-19(Terminy zostaną podane w późniejszym czasie) |
| 8 października 2020  | Nampa             | Stany Zjednoczone | Ford Idaho Center               | Pandemia COVID-19(Terminy zostaną podane w późniejszym czasie) |
| 10 października 2020 | Spokane           | Stany Zjednoczone | Spokane Veterans Memorial Arena | Pandemia COVID-19(Terminy zostaną podane w późniejszym czasie) |
| 12 października 2020 | Everett           | Stany Zjednoczone | Angel of the Winds Arena        | Pandemia COVID-19(Terminy zostaną podane w późniejszym czasie) |
| 14 października 2020 | Sacramento        | Stany Zjednoczone | Golden 1 Center                 | Pandemia COVID-19(Terminy zostaną podane w późniejszym czasie) |
| 17 października 2020 | Salt Lake City    | Stany Zjednoczone | Vivint Smart Home Arena         | Pandemia COVID-19(Terminy zostaną podane w późniejszym czasie) |
| 12 listopada 2020    | Lincoln           | Stany Zjednoczone | Pinnacle Bank Arena             | Pandemia COVID-19(Terminy zostaną podane w późniejszym czasie) |
| 5 grudnia 2020       | Miami             | Stany Zjednoczone | American Airlines Arena         | Pandemia COVID-19(Terminy zostaną podane w późniejszym czasie) |

## Odwołane koncerty
| Data          | Miasto     | Kraj              | Miejsca        | Przyczyna                        |
| ------------- | ---------- | ----------------- | -------------- | -------------------------------- |
| 21 maja 2019  | Winnipeg   | Kanada            | Bell MTS Place | Choroba                          |
| 18 marca 2020 | Birmingham | Stany Zjednoczone | Legacy Arena   | Pandemia koronawirusa (COVID-19) |